# 乔治·马洛里
乔治·约翰特·里·马洛里（英語：George Herbert Leigh Mallory；1886年6月18日—1924年6月8日或9日）是英格兰探险家，在尝试攀登西藏的珠穆朗玛峰途中丧生。
他在被问及为何想要攀登珠穆朗玛峰时回答说：“因為它就在那裡。”（Because it's there.）或譯：「因為山就在那裡。」成为人们至今经常引用的名言。
马洛里曾就读于温切斯特公学和剑桥大学，与经济学家约翰·梅纳德·凯恩斯是同学与好友。1922年马洛里首次从北坡挑战珠穆朗玛峰没有成功，2年后与队友安德鲁·欧文再度尝试登顶，最终一去不复返，而有关两人死前到底是否曾经登顶的争议也成为登山历史上的“马欧之谜”。如果能够证明两人生前确曾登顶，则将改变珠峰的历史，这次攀登也将成为人类历史上首次登顶珠穆朗玛峰。
马洛里曾是英国公学查特豪斯（Charterhouse）的教师与書院長（Housemaster）。查特豪斯学校为纪念马洛里至今还保留着学校的一个登山探险社团——马洛里组织（Mallory Group）。

## 逝世遗踪
1999年，一支由BBC赞助的美国攀登队在珠穆朗玛峰北坡大约海拔8190米处发现马洛里的遗体，但是攀登队并没有发现他們携带的柯达照相机，因此依然无法证实两人是否已经登顶。这台照相机据信可能由欧文携带，而欧文的尸体至今没有被发现。柯达的摄影专家认为，只要照相机中有胶卷，现有的技术就可以将胶卷冲洗出来，而这样就很有希望揭开“马欧之谜”。
馬洛里與歐文成功登頂有幾點爭議：首先，以現代的標準來評估，1924年的登山裝備是近乎原始的。其次，當天馬洛里帶的6或7個氧氣瓶（馬洛里屍體口袋中的氧氣瓶壓力表列出5瓶接近全新瓶的壓力，剩下全新瓶的壓力可能未列）能使用十幾個小時，是否足以支持攻頂時間（馬歐相信下山時氧氣瓶沒有用，因此只會在上山時使用）。加上登頂前的最後一道天險——“第二台階”（The Second Step），並沒有發現繩索等人工遺物，徒手從“第二台階”下攀登非常困難（現在都是使用中國登山隊架設的鋁梯攀登此處）；但是攀岩專家於1999年成功徒手攀登，證實應該在馬洛里能力範圍之內。馬洛里登頂後沒有足夠的日光時間通過珠峰最險峻的山脊下山，而必須摸黑下山（當天星月之光很弱）。在明知要摸黑下山的情況下，馬洛里是否仍然決定冒險登頂，是一個疑問。
美國網站EverestNews提出獨家理論：在歐文的幫助下，馬洛里直接從更險惡的東北山脊翻越“第二台階”（一條現代登山家從未嘗試的登峰路線），登頂後從“諾頓雪溝”（Norton Couloir）直下8,200米（也是一條極冷門的路線），再摸黑橫越珠穆朗玛峰北坡，在距離突擊營地只有400餘公尺距離時力盡滑墜，或被落石擊中左額後迅速失去知覺。歐文在馬洛里翻越第二台階後，過了若干時間，曉得隊友再也不會回來，於是在缺氧情況下掙扎回突擊營地，在東北山脊約8450米附近遺下了冰斧，然後永遠失去影蹤。
一般歷史學家認為歐文是與馬洛里一起滑墜，並摔到6500米的冰川。登山家許競宣稱他在1960年在8300米以上曾遇見過歐文的遺體。马洛里的家人坚信他确曾登顶，理由是马洛里生前曾说过，如果登顶将会把妻子的照片留在珠峰，而在他保存完好的随身衣物中没有发现妻子的照片，可推断他已经将照片放在了顶峰。

## 外部連結
- . BBC News. 24 March 1999  [8 August 2008]. （原始内容存档于2012-10-27）.
- Ghosts of Everest（页面存档备份，存于） – New evidence examined. 1999 Expedition finds Mallory's remains; tries to reconstruct Mallory's ascent. From Outside Magazine
- Lost on Everest（页面存档备份，存于） – In January 2000, PBS broadcast the story of the 1999 Nova expedition to locate the bodies of George Mallory and Andrew Irvine.
- Peter H. Hansen, ‘Mallory, George Herbert Leigh (1886–1924)’, Oxford Dictionary of National Biography（页面存档备份，存于）, Oxford University Press, 2004, brief biographical entry.
- Interactive panorama of The Second Step on Everest's Northeast Ridge.（页面存档备份，存于）
- 2004 Expedition to find the cameras Archive.today的存檔，存档日期2022-09-05
- Mount Everest 1924 photographs（页面存档备份，存于） – John Noel's photographs from the 1924 expedition.
- Ainley, Janine. . BBC News. 13 June 2006  [8 August 2008]. （原始内容存档于2012-07-04）.

1. ↑  Davis, Wade, Into The Silence: The Great War, Mallory and the Conquest of Everest, Bodley Head, 2011, pp. 546–7
2. ↑  . The New York Times. 18 March 1923.   [2019-03-12]. （原始内容存档于2014-03-08）.
3. ↑  . PBS.   [2017-10-25]. （原始内容存档于2017-10-25）.
4. ↑  .   [2017-10-25]. （原始内容存档于2017-11-08）.
5. ↑  .   [2017-10-25]. （原始内容存档于2017-10-25）.
6. ↑  Eric Simonson, Jochen Hemmleb, and Larry Johnson. Ghosts of Everest （页面存档备份，存于）（英文）